# Società Entomologica Italiana
Società Entomologica Italiana – włoskie towarzystwo entomologiczne działające od 1869 roku. Należy do najstarszych i najbardziej prestiżowych towarzystw naukowych. Jest też jedynym towarzystwem entolomogicznym we Włoszech. 

## Historia
Założone zostało 31 października 1869 roku przy Regio Museo di Storia Naturale (obecne Museo di Storia Naturale dell’Università) we Florencji. Promowane było natomiast już blisko dwa lata wcześniej przez grupę 21 entomologów, którzy utworzyli "Comitato dei Promotori della Società Entomologica Italiana" i 1 stycznia 1868 roku podpisali list manifestacyjny. Wśród nich byli m.in.: Alexander Enrico Haliday, Emilio Cornalia (ówczesny dyrektor mediolańskiego Museo Civico di Storia Naturale), Giovanni Passerinii (profesor botaniki z Università di Parma), Paolo Savi (dyrektor Museo zoologico dell'Università di Pisa), Achille Costa (dyrektor Museo zoologico dell'Università di Napoli) oraz Pietro Stafanelli. Pierwszym prezesem towarzystwa został Adolfo Targioni Tozzetti, a redaktorem Fernandino Maria Piccioli.
W radzie towarzystwa zasiadali również inni sławni entomolodzy, jak: Giovanni Battista Grassi, Antonio Berlese, Filippo Silvestri czy Guido Grandi.
W 1922 siedziba towarzystwa została przeniesiona do Museo Civico di Storia Naturale w Genewie, gdzie znajduje się do dziś.

## Publikacje
Od 1869 roku towarzystwo publikuje czasopismo naukowe Bollettino della Società Entomologica Italiana, a od 1922 także Memorie della Società Entomologica Italiana. Od 2013, we współpracy z Accademia Nazionale Italiana di Entomologia, ruszyło międzynarodowe czasopismo Entomologia.

## Biblioteka
Biblioteka Società Entomologica Italiana, zlokalizowana przy Corso Torino w Genewie, posiada zbiór około 400 periodyków, 1100 tomów monografii oraz ponad 7000 innych publikacji związanych z entomologią.